# Мин и Бил
„Мин и Бил“ (на английски: Min and Bill) е американски филм от 1930 година, мелодрама на режисьора Джордж Хил по сценарий на Френсис Мериън и Мериън Джаксън, базиран на романа „Dark Star“ от Лорна Мун.
В центъра на сюжета е съдържателката на пристанищен хотел и взаимоотношенията ѝ с неин дългогодишен наемател и отгледано от нея момиче. Главните роли се изпълняват от Мари Дреслър, Уолъс Бири, Дороти Джордан, Марджъри Рамбо.
„Мин и Бил“ има голям търговски успех, а за участието си в него Дреслър получава „Оскар“ за най-добра женска роля.